# Kanton Moret-sur-Loing
Der Kanton Moret-sur-Loing war bis 2015 ein französischer Wahlkreis im Arrondissement Fontainebleau im Département Seine-et-Marne und in der Region Île-de-France; sein Hauptort war Moret-sur-Loing, Vertreter im Generalrat des Départements war zuletzt von 2004 bis 2015 Michel Benard (PS).

## Gemeinden
Der Kanton umfasste 14 Gemeinden:
| Gemeinde                  | Einwohner Jahr | Fläche km² | Bevölkerungsdichte | Postleitzahl | Code INSEE |
| ------------------------- | -------------- | ---------- | ------------------ | ------------ | ---------- |
| Champagne-sur-Seine       | 6289 (2013)    | –          | – Einw./km²        | 77430        | 77079      |
| Dormelles                 | 821 (2013)     | –          | – Einw./km²        | 77130        | 77161      |
| Épisy                     | 552 (2013)     | –          | – Einw./km²        | 77250        | 77170      |
| Montarlot                 | 234 (2013)     | –          | – Einw./km²        | 77250        | 77299      |
| Montigny-sur-Loing        | 2741 (2013)    | –          | – Einw./km²        | 77690        | 77312      |
| Moret-Loing-et-Orvanne    | 7563 (2013)    | –          | – Einw./km²        | 77250        | 77316      |
| Saint-Mammès              | 3181 (2013)    | –          | – Einw./km²        | 77670        | 77419      |
| Thomery                   | 3468 (2013)    | –          | – Einw./km²        | 77810        | 77463      |
| Veneux-les-Sablons        | 4813 (2013)    | –          | – Einw./km²        | 77250        | 77491      |
| Vernou-la-Celle-sur-Seine | 2713 (2013)    | –          | – Einw./km²        | 77670        | 77494      |
| Ville-Saint-Jacques       | 719 (2013)     | –          | – Einw./km²        | 77130        | 77516      |
| Villecerf                 | 700 (2013)     | –          | – Einw./km²        | 77250        | 77501      |
| Villemer                  | 706 (2013)     | –          | – Einw./km²        | 77250        | 77506      |

## Gebietsänderungen
Zum 1. Januar 2015 wurden Écuelles und Moret-sur-Loing zur Stadt Orvanne fusioniert.

## Bevölkerungsentwicklung
| 1962   | 1968   | 1975   | 1982   | 1990   | 1999   | 2006   | 2011   |
| ------ | ------ | ------ | ------ | ------ | ------ | ------ | ------ |
| 21.347 | 22.334 | 24.567 | 26.195 | 30.482 | 33.226 | 33.811 | 33.868 |